# Olizone
Olizone (altgriechisch Ὀλιζὠνη Olizṓnē) ist in der griechischen Mythologie die Tochter des Phineus. Laut Dictys Cretensis war sie die Frau des Zeussohnes Dardanos und Mutter des Erichthonios. Zumeist wird allerdings Bateia, Tochter des Teukros, als Gemahlin des Phineus und Mutter des Erichthonios angesehen.